# Lista monumentelor ocrotite de stat din raionul Slobozia
Lista monumentelor din raionul Slobozia cuprinde monumentele patrimoniului cultural de pe teritoriul fostului raion Slobozia (de dinaintea reformei administrative din 1998) înscrise în Registrul monumentelor Republicii Moldova ocrotite de stat.
Registrul monumentelor Republicii Moldova ocrotite de stat a fost aprobat prin Hotărârea Parlamentului nr. 1531-XII împreună cu Legea nr. 1530-XII privind ocrotirea monumentelor RM din 22 iunie 1993. În Monitorul Oficial nr. 1 din 1994 a fost publicată doar Legea, fără a include însă și Registrul, care a fost publicat mult mai târziu, la 2 februarie 2010. A nu se confunda cu Registrul arheologic național sau cel al monumentelor de for public, care sunt liste diferite ce vizează doar anumite compartimente ale patrimoniului cultural, întocmite în baza unor legi separate.
Autoproclamata „Republica Moldovenească Nistreană” a elaborat propriul său registru de monumente (cu completări în 2019), dar lista curentă nu ține cont de acesta, ci este bazată exclusiv pe Registrul monumentelor Republicii Moldova ocrotite de stat.
Lista completă este menținută și actualizată periodic de către Ministerul Culturii din Republica Moldova, dar înainte ca modificările să intre în vigoare acestea trebuie să fie aprobate de către Parlament. Această listă este menită să cuprindă și actualizările ulterioare.
| Nr.  | Localizare                                                                  | Denumire | Datare                      | Tip   | Însemnătate | Imagine                 | Erori             |
| ---- | --------------------------------------------------------------------------- | --- | --------------------------- | ----- | ----------- | ----------------------- | ----------------- |
| 1272 | Slobozia 46°44′31″N 29°41′19″E / 46.742065170806°N 29.688747562872°E        | Biserica „Sf. Arhanghel Mihail”                                                                                      | sec. XIX                    | At    | N           | galerie \| Încarcă foto | Raportează eroare |
| 1273 | Slobozia                                                                    | Clădirea fostei mori cu aburi                                                                                        | sf. sec. XIX                | At    | N           | Încarcă foto            | Raportează eroare |
| 1274 | Slobozia                                                                    | Mormântul ostașului căzut. La cimitir                                                                                |                             | Is    | N           | Încarcă foto            | Raportează eroare |
| 1275 | Slobozia                                                                    | Monument la mormântul comun al ostașilor căzuți (361) în 1944                                                        |                             | Is    | N           | Încarcă foto            | Raportează eroare |
| 1276 | Slobozia                                                                    | Monument la mormântul comun al ostașilor căzuți în 1944 și în memoria consătenilor (58) căzuți în război (1941-1945) |                             | Is    | N           | Încarcă foto            | Raportează eroare |
| 1277 | Slobozia                                                                    | Monument comemorativ concitadinei Olga Mazur căzută în 1945 în Bulgaria. La școala nr. 2                             | 1966                        | Is Ar | N           | Încarcă foto            | Raportează eroare |
| 1279 | Crasnoe                                                                     | Clădirea fostei grădinițe de copii                                                                                   | anii 1930                   | At    | N           | Încarcă foto            | Raportează eroare |
| 1280 | Crasnoe                                                                     | Monument la mormântul comun al ostașilor căzuți (22) în 1944                                                         |                             | Is    | N           | Încarcă foto            | Raportează eroare |
| 1282 | Pervomaisc                                                                  | Monument în memoria consătenilor căzuți în 1941-1945                                                                 |                             | Is    | N           | Încarcă foto            | Raportează eroare |
| 1284 | Andriașevca Nouă                                                            | Monument comun al ostașilor căzuți (33) în 1944                                                                      | 1963                        | Is    | N           | Încarcă foto            | Raportează eroare |
| 1287 | Blijnii Hutor                                                               | Biserica „Adormirea Maicii Domnului”                                                                                 | jum. II a sec. XIX          | At    | N           | Încarcă foto            | Raportează eroare |
| 1288 | Blijnii Hutor 46°52′53″N 29°38′21″E / 46.881391174831°N 29.639061199025°E   | Monument la mormântul comun al ostașilor căzuți (225) în 1944 și în memoria consătenilor căzuți (134) în 1941-1945   | 1970                        | Is    | N           | Încarcă foto            | Raportează eroare |
| 1290 | Caragaș 46°46′33″N 29°40′40″E / 46.775891379447°N 29.677685420923°E         | Biserica „Intrarea în templu a Maicii Domnului”                                                                      | sf. sec. XIX – înc. sec. XX | At    | N           | Încarcă foto            | Raportează eroare |
| 1291 | Caragaș                                                                     | Casă de locuit |                             | At    | N           | Încarcă foto            | Raportează eroare |
| 1292 | Caragaș                                                                     | Clădirea stației de pompare a primului în republică sistem de irigare a solului                                      | 1930                        | Is    | N           | Încarcă foto            | Raportează eroare |
| 1293 | Caragaș 46°46′48″N 29°41′05″E / 46.780058430799°N 29.684677741646°E         | Monument la mormântul comun al ostașilor căzuți (59) în 1944 și în memoria consătenilor căzuți (134) în 1941-1945    | 1970                        | Is    | N           | Încarcă foto            | Raportează eroare |
| 1296 | Chițcani 46°47′14″N 29°35′59″E / 46.787252843588°N 29.599675367534°E        | Complex edilitar al Mănăstirii „Înălțarea Domnului”                                                                  | sec. XIX – înc. sec. XX     | At    | N           | galerie \| Încarcă foto | Raportează eroare |
| 1297 | Chițcani 46°47′02″N 29°35′56″E / 46.783827355986°N 29.598916841187°E        | Moară de aburi | 1905                        | At    | N           | galerie \| Încarcă foto | Raportează eroare |
| 1298 | Chițcani 46°46′31″N 29°35′07″E / 46.77525°N 29.5852°E                       | Monument consacrat începutului operației militare Iași-Chișinău                                                      |                             | Is    | N           | galerie \| Încarcă foto | Raportează eroare |
| 1299 | Chițcani 46°47′05″N 29°36′05″E / 46.784749197444°N 29.601521426182°E        | Monument la mormântul comun al ostașilor căzuți (1438) în 1944 și în memoria consătenilor căzuți (50) în 1941-1945   | 1965                        | Is    | N           | Încarcă foto            | Raportează eroare |
| 1308 | Cioburciu 46°40′51″N 29°45′20″E / 46.680838713015°N 29.75543370743°E        | Clădirea Casei de cultură                                                                                            | 1953                        | At    | N           | Încarcă foto            | Raportează eroare |
| 1309 | Cioburciu 46°40′52″N 29°45′18″E / 46.681216930722°N 29.755004610497°E       | Monument la mormântul comun al ostașilor căzuți (614) în 1944 și în memoria consătenilor căzuți (79) în 1941-1945    | 1966                        | Is    | N           | Încarcă foto            | Raportează eroare |
| 1313 | Copanca 46°42′52″N 29°37′33″E / 46.714422439644°N 29.625908121523°E         | Biserica „Adormirea Maicii Domnului”                                                                                 | sec. XIX                    | At    | N           | Încarcă foto            | Raportează eroare |
| 1314 | Copanca                                                                     | Complex arhitectonic popular                                                                                         | jum. II a sec. XIX          | At    | N           | Încarcă foto            | Raportează eroare |
| 1315 | Copanca 46°42′59″N 29°37′34″E / 46.716431071975°N 29.626181040522°E         | Monument la mormântul ostașilor căzuți (1606) în 1944                                                                | 1954                        | Is    | N           | Încarcă foto            | Raportează eroare |
| 1318 | Corotna 46°37′31″N 29°51′32″E / 46.625299756454°N 29.858900190924°E         | Monument la mormântul ostașilor căzuți (352) și în memoria a 215 consăteni căzuți în război (1941-1945)              |                             | Is    | N           | Încarcă foto            | Raportează eroare |
| 1319 | Corotna 46°37′30″N 29°51′31″E / 46.624864742438°N 29.858746914191°E         | Biserica „Acoperământul Maicii Domnului”                                                                             | sec. XIX                    | At    | N           | Încarcă foto            | Raportează eroare |
| 1321 | Frunză                                                                      | Monumentul ostașului căzut în 1944                                                                                   |                             | Is    | N           | Încarcă foto            | Raportează eroare |
| 1323 | Hlinaia                                                                     | Moară de aburi | înc. sec. XX                | Is At | N           | Încarcă foto            | Raportează eroare |
| 1324 | Hlinaia 46°38′51″N 29°47′51″E / 46.647395316353°N 29.797515804599°E         | Monument la mormântul comun al ostașilor căzuți (586) în 1944                                                        |                             | Is    | N           | Încarcă foto            | Raportează eroare |
| 1326 | Nezavertailovca 46°36′45″N 29°55′17″E / 46.612397813517°N 29.921415303159°E | Biserica „Adormirea Maicii Domnului”                                                                                 | sec. XIX                    | At    | N           | Încarcă foto            | Raportează eroare |
| 1327 | Nezavertailovca                                                             | Clădirea școlii medii                                                                                                | anii 1930                   | At    | N           | Încarcă foto            | Raportează eroare |
| 1328 | Nezavertailovca 46°36′38″N 29°55′11″E / 46.610591152683°N 29.919829080705°E | Monument la mormântul comun al ostașilor căzuți (456) în 1944 și în memoria consătenilor căzuți (71) în 1941-1945    | 1955                        | Is    | N           | Încarcă foto            | Raportează eroare |
| 1331 | Novocotovsc 46°46′02″N 29°57′21″E / 46.767190229725°N 29.955858130247°E     | Monument la mormântul comun al ostașilor căzuți (48) în 1944                                                         | 1963                        | Is    | N           | Încarcă foto            | Raportează eroare |
| 1333 | Parcani                                                                     | Monument la mormântul comun al ostașilor căzuți (370) în 1944                                                        | 1980                        | Is    | N           | Încarcă foto            | Raportează eroare |
| 1337 | Sucleia 46°49′18″N 29°39′25″E / 46.821540175068°N 29.657006455993°E         | Biserica „Sf. Dumitru”                                                                                               | jum. I a sec. XIX           | At    | N           | galerie \| Încarcă foto | Raportează eroare |
| 1338 | Sucleia 46°49′33″N 29°40′08″E / 46.825781751831°N 29.669020585395°E         | Monument la mormântul comun al ostașilor căzuți (40) în 1940                                                         |                             | Is    | N           | Încarcă foto            | Raportează eroare |
| 1340 | Tîrnauca                                                                    | Monument la mormântul comun al ostașilor căzuți (89) în 1944 și în memoria consătenilor căzuți (95) în 1941-1945     | 1954                        | At    | N           | Încarcă foto            | Raportează eroare |
| 1342 | Uiutnoe                                                                     | Monument funerar de război (1941-1945)                                                                               |                             | Is    | N           | Încarcă foto            | Raportează eroare |
| 1344 | Vladimirovca                                                                | Monument la mormântul comun al ostașilor căzuți (89) în 1944 și în memoria consătenilor căzuți (95) în 1941-1945     | 1954                        | Is    | N           | Încarcă foto            | Raportează eroare |